# Lars Warming
Lars Warming (21. juni 1963, Holme, Aarhus), er en tidligere dansk tikæmper, som stillede op for Aarhus 1900. Lars Warming er indehaver af den danske rekord i tikamp. Han har deltaget ved VM, EM og OL.

## Personlige rekorder
- Femkamp – 3.851 point (1987)
- Tikamp – 7.994 point (1988)
- Syvkamp (inde) – 5.542 point (1988)

## Personlig rekordserie i tikamp (7.994point)
19. juni 1988 i Götzis i Østrig.
1. dagen
- 100 meter – 10,82 sekund
- Længdespring – 7,44 meter
- Kuglestød – 14,21 meter
- Højdespring – 2,00 meter
- 400 meter – 47,76 sekund

2. dagen
- 110 meter hækkeløb – 14,34 sekund
- Diskoskast – 46,54 meter
- Stangspring – 4,80 meter
- Spydkast – 56,43 meter
- 1500 meter – 4.17,32 minut

## Resultater
- VM nr. 17 i tikamp 1987 og 1991
- OL i Seoul 1988 nr. 19 i tikamp